# Oldenlandia paradoxa
Oldenlandia paradoxa är en måreväxtart som först beskrevs av Wilhelm Sulpiz Kurz, och fick sitt nu gällande namn av Carl Ernst Otto Kuntze. Oldenlandia paradoxa ingår i släktet Oldenlandia och familjen måreväxter. Inga underarter finns listade i Catalogue of Life.